# Joaquín de Montserrat

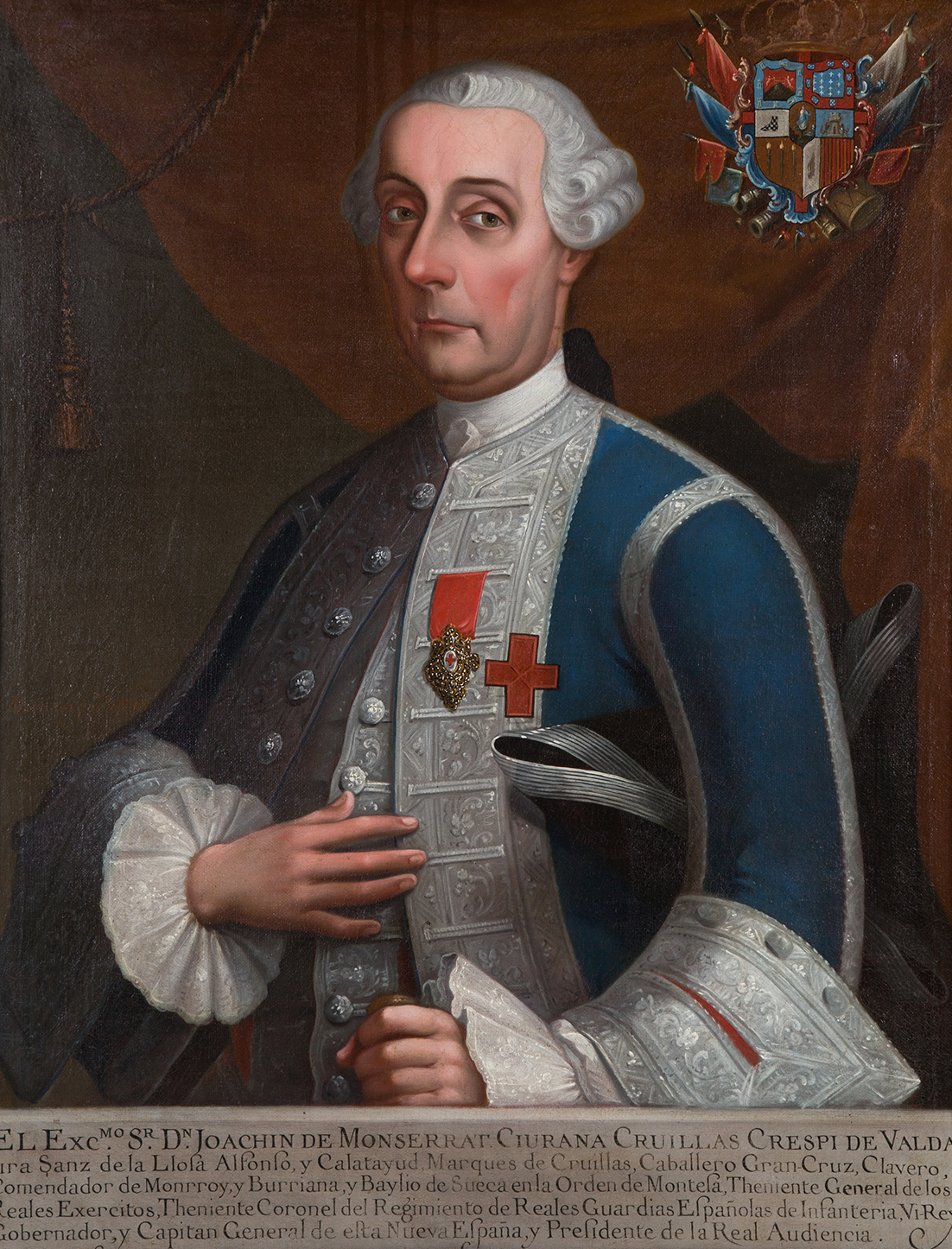
Joaquín de Montserrat

Joaquín de Montserrat (auch in abweichender Schreibweise: Monserrat), Markgraf (spanisch: marqués) von Cruillas (* 27. August 1700 in Valencia, Spanien; † 21. November 1771 ebenda) war ein spanischer Offizier und Kolonialverwalter, der als Vizekönig von Neuspanien amtierte.

## Leben

### Herkunft und Karriere in Europa
Joaquín de Montserrat entstammte einer Offiziersfamilie. Er trat in jungen Jahren in den Dienst der königlich spanischen Garde. 1719  nahm er am Feldzug gegen die Aufständischen der Bizkaia und 1720 in Navarra teil. Er kämpfte in Ceuta gegen die Araber und bei der Belagerung von Gibraltar (1727) gegen die Briten und wurde zum Leutnant erhoben.
1735 ging er nach Genua und nahm an der Eroberung von Sizilien und der Lombardei für die Spanier teil. Danach beförderte man ihn 1741 zum Hauptmann der Garde. 1745 bei der Schlacht von Campo Santo gegen Österreich erreichte er den Rang eines Brigadegenerals und war für die Feldzüge im Herzogtum Mailand zuständig.
Für seine Dienste wurde er in den Orden von Montesa aufgenommen, und der König von Neapel, der spätere spanische König Karl III., verlieh ihm den Titel eines Markgrafen von Cruillas. Von 1751 an amtierte er als Gouverneur von Badajoz. 1754 wurde er zum Militärkommandanten von Aragón befördert. Im Frühjahr 1760 ernannte ihn der Hof zum Vizekönig von Neuspanien.

### Amtszeit als Vizekönig von Neuspanien
Nach dem Tod von Agustín Ahumada y Villalón hatte interimistisch der Gouverneur von Kuba, Francisco Cajigal de la Vega das Amt des Vizekönigs übernommen.
Joaquín de Montserrat erreichte Veracruz Anfang September 1760 und übernahm die Amtsgeschäfte von seinem Vorgänger im Oktober. Im Januar 1761 hielt er seinen feierlichen Einzug in Mexiko-Stadt.
Die Staatsfinanzen waren in desolatem Zustand, einmal bedingt durch die langen Kriege der vorangegangenen Jahre, aber auch durch Abgaben nach Spanien. Die Erträge der Gold- und Silberminen gingen zurück, und der schwankende Preis für Quecksilber, das für den Abbau verwendet wurde, bestimmte wesentlich die Profitabilität des Bergbaus.
Außenpolitisch war Montserrats Amtszeit vom Siebenjährigen Krieg geprägt, in den Spanien in den Jahren 1762 und 1763 mit der Thronbesteigung Karl III. auf Seiten Frankreichs gegen England einbezogen war. Die Briten besetzten Havanna auf Kuba und bedrohten Veracruz. Vizekönig Montserrat ließ neue Milizeinheiten aus Farbigen und Mischlingen aufstellen, mit modernen und einheitlichen Waffen ausrüsten und von erfahrenen Militärs aus Spanien trainieren; zum ersten Mal erhielt das Vizekönigreich so etwas wie ein stehendes Heer, wenn auch in weit geringerem Umfang, als Montserrat vorgehabt hatte.
Auch im asiatischen Teil des Vizekönigreiches hatte der Krieg seine Auswirkungen, da die Briten Manila auf den spanischen Philippinen eingenommen hatten. Daher war der Schiffsverkehr über den Pazifik zum Erliegen gekommen. Mit dem Friedensschluss von Paris (1763) verlor Spanien die Halbinsel Florida an die Briten und erhielt dafür von Frankreich das Gebiet der Kolonie Louisiana. Der Westen von Hispaniola blieb französisch. Die Philippinen fielen 1764 wieder in spanische Hand. In British Honduras mussten die Spanier die lange mühsam bekämpfte Tradition britischer Siedlungen und Holzfällungen jetzt offiziell akzeptieren.
Innenpolitisch hatte die Kolonie 1762 unter einer Windpocken-Epidemie zu leiden, die vor allem unter der indigenen Bevölkerung viele Opfer forderte. Allein in der Hauptstadt starben fünfzehn- bis dreißigtausend Menschen, in Puebla sollen es siebzigtausend gewesen sein. Die Kolonie litt noch einige Jahre unter den Folgen.
Im Norden rebellierten unter Montserrats Herrschaft die Pima-Indianer. Der Vizekönig ließ Truppen nach Sonora ausrücken, um die Lage unter Kontrolle zu bringen.
Überschwemmungen in Guanajuato brachten vorübergehend den Bergbau dort zum Erliegen und lösten weitere Seuchen aus.
Unzufrieden mit den Einnahmen, die der spanische Hof aus Neuspanien erzielen konnte, entsandte der Indienrat 1765 José de Gálvez y Gallardo als Revisor (visitador), der die Finanzen der Kolonie überprüfen sollte.
Im Juli und August 1766 revoltierten die Minenarbeiter von Pachuca gegen verschlechterte Arbeitsbedingungen. Der Vizekönig entschied zu Gunsten der Arbeiter.
Da der Vizekönig immer wieder Forderungen an Madrid stellte (vor allem in Bezug auf Mittel für Befestigungen und sein Projekt einer effizienten Armee für Neuspanien) und es zwischen Montserrat und dem Visitador Gálvez immer wieder zu Konflikten kam, entschied der Hof, Montserrats fünfjährige Amtszeit nicht zu verlängern. Als Nachfolger wurde Carlos Francisco de Croix nach Mexiko entsandt.

### Rückkehr nach Europa
Im August 1766 übergab Montserrat die Amtsgeschäfte, man beschied ihm aber, dass er bis zum Abschluss der Bewertung seiner Amtsführung (Juicio de Residencia) in Mexiko zu bleiben habe. Er zog zunächst nach Cholula und drängte in Briefen nach Madrid darauf, nach Europa zurückkehren zu dürfen. Im April 1767 reiste er eigenmächtig ab, ohne das Ergebnis der Amtsprüfung abzuwarten. Im August 1767 erreichte er Cádiz.
Das Prüfungsergebnis sprach ihn von allen Vorwürfen frei und bescheinigte ihm eine einwandfreie Amtsführung. Er erhielt das Resultat in Spanien im Februar 1768. Bis zum März 1771 blieb er in Madrid, dann ging er – gesundheitlich bereits schwer angeschlagen – in seine Vaterstadt Valencia, wo er im November 1771 starb.